# Arena di Monza
Arena di Monza (tidigare med namnen Candy Arena, PalaIper och PalaCandy) är en inomhusarena i Monza, Italien. Den har en kapacitet för 4 500 åskådare och invigdes 2003.
Den används regelbundet för volleyboll som hemmaarena för volleybollag i Milano och dess omgivning (Volley Milano på herrsidan och Unione Sportiva Pro Victoria Pallavolo Monza på damsidan). Den användes av herrlaget Gabeca Pallavolo från 2009 tills att klubben lades ner 2012.
Supercoppa italiana 2012. Den har även används i internationella sammanhang som FIVB Volleyball World League 2008 för herrar och EM 2011 för damer
Förutom volleyboll har den använts EM 2006 i rullhockey och för boxningsmatcher. Den har även använts för konserter och var 2019 värd för ett avsnitt av italienska X Factor Italien. 